# عيني عينك 5 (برنامج)

## متى عرض
عيني عينك 5، برنامج كوميدي كويتي من إنتاج قناة فنون والعرض الأول (20 يوليو 2012 -)

## الفنانين المشاركين
- منى شداد
- نادية كرم
- أحمد الفرج
- فيصل بوغازي
- شهاب حاجيه
- فرحان العلي
- أحمد العونان
- مي البلوشي
- جمال البلوشي
- منى حسين